# Karatau-hegység
Karatau-hegység, vagy Qarataū, kazah nyelven Qarataū Zhotasy, oroszul Khrebet Karatau, hegység, a Tien-san északnyugati része, Kazahsztán déli részén. 

## Nevének eredete
A Karatau név török eredetű, jelentése: Fekete-hegy. 

## Fekvése
A hegység kiterjedése 420 km a Szir-darja (ősi nevén Jaxartes) folyótól északra található.

## Leírása
A hegység csúcsairól a meredek lejtőkön tavasszal hóval táplált kis patakok csordogálnak lefelé. 
Keleti lejtőin gazdag foszforitlelőhelyek vannak; az érceket Simkentben, Zhambylben és Novo-Zhambylben dolgozzák fel. Achisay-ben ólmot és a cinket is bányásznak, melyet Kentaū-ban dolgoznak fel.

## Geológia
A Szir-darja folyó középső folyásától északra található hegység 1500 méteres tektonikus kiemelkedés átlagos magassága 1000–1500 méter, keletkezése 1,5-1 millió évvel ezelőtt történt. Napjainkban a tetején az egykori síkság töredékei, a lejtőin a kialakulási fázisok szembetűnő rétegei láthatók; lábánál őskövületi teraszok és a világon egyedülálló griffon jelenség található. 

## Őskori maradványok
A Karatau-hegység geológiai jelentősége mellett egyre nagyobb őslénytani jelentősége van a terület őskori lelőhelyeinek, melyek  a korai pleisztocén fauna (Koskurganskaya fauna: equus mostbahensis, elasmarii sibiricum, strutio fajok stb.) exkluzív és rendkívül jól megőrzött kövületei miatt, Őskőkori lelőhelyek, ahol olyan kőszerszám-együtteseket találtak, amelyek a kőkorszaki kultúrák fejlődésének teljes folyamatát reprezentálják a korai paleolitikum korai szakaszától (1 millió e.) a neolitikumig (6500 e.).
Az egyedi, összetett rendszert képviselő terület bemutatja hogyan emelkedett és fejlődött egymillió éven át szinkronban maga a hegység, annak állatvilága és korai emberi lakói, a geológiai, állattani és paleolit kori maradványok változatosságával és kölcsönös integrációjával.
Eddig mintegy 300 paleolit lelőhelyet találtak, és melyeknek eddig csak 20%-át tárták fel. A lelőhelyek elszórtan találhatók az egész tartományban, annak északi és déli lejtőin, valamint különböző magasságokban. 
A kora paleolit lelőhelyek a hegyekben (1300-1100 m) találhatók, ahol kőeszközök, szürke szilexben (Aristandi kultúra, 1.000.000-500.000 BP) és fekete szilexben (Bory--Kasgan és Tom- Kasgan kultúrák, 500 000-100 000 BP) kerültek felfedezésre. A középső paleolit lelőhelyek túlnyomórészt a hegyláb (500 m) griffonjaiban helyezkednek el, ahol a moustári kultúra kőeszközei kerültek napvilágra, melyek szilexben, homokkőben találhatók, ami az északról érkező új populációk bevándorlását mutatja.   
A griffonok kivételes leletforrást jelentenek, annak ellenére, hogy a létező 40-ből csak 5-öt tártak fel. 
A teraszokon (800-500 m) elhelyezkedő késő paleolit lelőhelyek (Valikanov-Karasu letelepedett kultúrák, 30-15000 ÉP), így a mezolitikumok is, melyeket nagyszámú település képvisel. Egy leletekközi szünet (9000-6500 BP) azt mutatja, hogy az éghajlat romlása elnéptelenítette a területet; és a neolitikus kultúrák csak 6500 körül alakultak ki újra a területen.
A karataui paleolit komplexum kiemelkedő univerzális értékű a paleolit eurázsiai kultúrák keletkezésének és fejlődésének rekonstruálásában, valamint geológiai és klimatikus környezetében. Támogatja azt az elméletet, hogy Közép-Ázsia a modern ember őshazája (per-ázsiai típus); a helyi és az északi kultúrák felcserélődéséről tanúskodik az utolsó interglaciális időszak során.